# 杉田祐一
杉田祐一（すぎた ゆういち，1988年9月18日—），日本宮城縣仙台市出身，男子職業網球選手。職業網球聯合會單打最高位141位、雙打381位。2014年亞洲運動會男子單打及男子團體兩面銅牌得主。

## 外部連結
- 杉田祐一（英文/西班牙文）的官方資料
- 杉田祐一的國際網球總會 職業／青少年 官方資料（英文）
- 杉田祐一的官方資料（英文）
- 杉田祐一オフィシャルブログ
- プレーヤー:杉田 祐一 - 日本テニス協会公式サイト（日語）